# Ла-Вердьер
Ла-Вердье́р или Ла-Вердиер (фр. La Verdière) — коммуна на юго-востоке Франции в регионе Прованс — Альпы — Лазурный берег, департамент Вар, округ Бриньоль, кантон Сен-Максимен-ла-Сент-Бом.
Площадь коммуны — 68,16 км², население — 1297 человек (2006) с выраженной тенденцией к росту: 1652 человека (2012), плотность населения — 24,0 чел/км².

## Население
Население коммуны в 2011 году составляло — 1602 человека, а в 2012 году — 1652 человека.
| 1962 | 1968 | 1975 | 1982 | 1990 | 1999 | 2006 | 2011 | 2012 |
| ---- | ---- | ---- | ---- | ---- | ---- | ---- | ---- | ---- |
| 473  | 486  | 505  | 524  | 646  | 782  | 1297 | 1602 | 1652 |

Динамика населения:

## Экономика
В 2010 году из 915 человек трудоспособного возраста (от 15 до 64 лет) 586 были экономически активными, 329 — неактивными (показатель активности 64,0 %, в 1999 году — 61,8 %). Из 586 активных трудоспособных жителей работали 491 человек (277 мужчин и 214 женщин), 95 числились безработными (43 мужчины и 52 женщины). Среди 329 трудоспособных неактивных граждан 43 были учениками либо студентами, 166 — пенсионерами, а ещё 120 — были неактивны в силу других причин.
На протяжении 2010 года в коммуне числилось 688 облагаемых налогом домохозяйств, в которых проживало 1625,0 человек. При этом медиана доходов составила 16 тысяч 422 евро на одного налогоплательщика.